# رود ایسوزو
رود ایسوزو (به لاتین: Isuzu River) یک رود در ژاپن است که در ایسه، میه واقع شده‌است.